# شارون شيلح
شارون شيلح (بالعبرية: שהרן שלח) عالم رياضيات اسرائيلي حاصل على عدة جوائز دولية.